# Stanley Hall
Granville Stanley Hall (Ashfield, 1 de febrero de 1844-Worcester, 24 de abril de 1924) fue un pedagogo y psicólogo estadounidense. Su principal área de investigación fue la niñez; también se le conoce como uno de los iniciadores de la psicología genética en los Estados Unidos.

## Biografía
Hall se graduó en el Williams College en 1867. Inspirado por la obra Principios de psicología fisiológica de Wilhelm Wundt, hizo su doctorado en fisiología bajo la supervisión de William James en la Universidad de Harvard. Después pasó un periodo en el Laboratorio de Wundt en Leipzig, Alemania, siendo el primer estudiante estadounidense en trabajar con Wundt en 1879.
Empezó su carrera enseñando inglés y filosofía en el Antioch College de Ohio. Desde 1882 hasta 1888, fue profesor de psicología y pedagogía en la Universidad Johns Hopkins, iniciando allí el primer laboratorio de psicología en EE. UU.
En 1887, fundó el American Journal of Psychology. En 1889, fue nombrado primer presidente de la Clark University, posición que ocupó hasta 1920. Durante su gestión de 31 años, tuvo una vida intelectual muy activa. Promovió el desarrollo de la psicología educativa, prestando atención al efecto que los adolescentes ejercían sobre la educación. Fue responsable de la visita de Sigmund Freud y Carl Jung como profesores visitantes en 1909.
Fue el primer presidente de la American Psychological Association, elegido en 1892.

## Publicaciones (selección)
- 1881. Aspects of German Culture J. R. Osgood and company, Boston.
- 1886. Hints toward a Select and Descriptive Bibliography of Education, con John M. Mansfield.
- 1897. A Study of Dolls. Con Alexander Caswell Ellis. E.L. Kellogg & Co. 69 p.
- 1894. The Contents of Children's Minds on Entering School E.L. Kellogg & Co. New York.
- 1897. Study Of Dolls. Por Caswell Ellis y G. Stanley Hall. E.L. Kellogg & Co. New York.
- 1907. Adolescence: its psychology and its relations to physiology, anthropology, sociology, sex, crime, religion and education v. II. D. Appleton & Co. New York.
- 1907. Youth; its education, regimen, and hygiene. D. Appleton & Co. New York.
- 1911. Educational problems v. I. D. Appleton & Co. New York & London.
- 1912. Founders of modern psychology. D. Appleton & Co. New York & London.
- 1917. Jesus, the Christ, in the light of psychology v. I. Doubleday, Page & Co. Garden City, N.Y.
- 1917. Jesus, the Christ, in the light of psychology v. II. Doubleday, Page & Co. Garden City, N.Y
- 1920. Morale, the supreme standard of life and conduct. D. Appleton & Co., New York & London.
- 1920. Recreations of a psychologist. D. Appleton & Co., New York & London.
- 1921. Aspects of child life and education. Por G. Stanley Hall y algunos de sus alumnos. D. Appleton and company New York.
- 1922. Senescence: the last half of life. D. Appleton & Co. New York & London.
- 1923. Life and Confessions of a Psychologist 622 p. (autobiografía).